# José Manuel Igual Nebot
José Manuel Igual Nebot (la vall d'Uixó, 23 d'agost de 1946) és un empresari i expolític valencià, diputat a les Corts Valencianes entre 1995 i 1999.
Treballà com a empresari agrícola i com a militant d'Unió Valenciana i havia estat regidor a l'ajuntament de la Vall d'Uixó. Fou elegit diputat a les eleccions a les Corts Valencianes de 1995. Entre 1995 a 1999 ha estat president de la Comissió de les Corts Valencianes d'Agricultura, Ramaderia i Pesca, vicepresident de la Comissió d'Educació i Cultura, vicepresident de la Comissió especial d'estudi sobre els incendis forestals i vocal de la Diputació Permanent de les Corts Valencianes.